# Hygrochroa damora
Hygrochroa damora är en fjärilsart som beskrevs av William Schaus 1939. Hygrochroa damora ingår i släktet Hygrochroa och familjen silkesspinnare. Inga underarter finns listade i Catalogue of Life.